# Jonia

La península de Anatolia, sobre la que se extendía la antigua Jonia.

Jonia (en griego antiguo Ἰωνία o Ἰωνίη [Iōnía o Iōníē]; Ιωνία en griego moderno) es el nombre con el que se conocía en tiempos de la Antigua Grecia a la costa centro-occidental de Anatolia, llamada actualmente Grecia asiática, y que incluía además las islas adyacentes. Se trata de una región histórica. En la actualidad, la parte continental pertenece a Turquía (cerca la ciudad de Esmirna), mientras la parte insular (Samos, Quíos, etc.) pertenece a Grecia. 
El nombre de Jonia fue también usado por Grecia entre 1914 y 1922 para designar los territorios mayoritariamente poblados por griegos en Anatolia con capital en Esmirna.
Aunque las ciudades jonias llegaron a formar una alianza conocida como la Liga Jónica, nunca formaron un Estado unificado. Su epónimo proviene de las tribus jonias que en torno al año 1000 a. C. emigraron, según la tradición, desde el Ática y se establecieron en las costas e islas del mar Egeo. Los griegos de las polis jonias hablaban el dialecto griego llamado jónico, no circunscrito únicamente a esta región.
En estas tierras florecieron muchas de las colonias griegas, piezas trascendentales de la civilización helénica, ya que contribuyeron a la propagación de su comercio y de sus artes. 
En época mítica, el término abarcó asimismo la península del Ática, en donde más adelante se fundaría la ciudad de Atenas.

## Geografía

Mapa con algunas de las principales ciudades de Jonia en la Antigüedad.

En sentido estricto, Jonia era la zona costera de Lidia y Caria (Asia Menor) entre el río Hermo, al norte, y el promontorio Posidio (al sur).
En este territorio se encontraban las polis (ciudades estado) que formaban la Liga Jónica. En un principio fueron 12 (de ahí el nombre de dodecápolis jonia) y de norte a sur se ubicaban: Focea, Clazómenas, Eritras, Teos, Lebedos, Colofón, Éfeso, Priene, Miunte y Mileto a las que se agregaban las islas de Quíos y de Samos. Posteriormente la Liga Jónica incorporó la polis de Esmirna.

## Historia

### Orígenes
Según la tradición, los jonios tomaron su nombre de Ion, hijo de Helén, y procedían de Egíalo, en la parte norte del Peloponeso, donde eran llamados «pelasgos egialeos». Posteriormente, durante una guerra entre Eleusis y Atenas, los atenienses convirtieron a Ion en su jefe. Los descendientes de Ion continuaron gobernando a los jonios. Sin embargo, los aqueos, que habían sido expulsados de Lacedemonia y Argos por los dorios, llegaron al territorio de los jonios y pidieron ser admitidos pacíficamente entre sus territorios, pero los jonios supusieron que Tisámeno, el caudillo de los aqueos que era hijo de Orestes, acabaría gobernándolos, por lo que entablaron una guerra en la que vencieron los aqueos y expulsaron a los jonios. Estos se dirigieron al Ática, donde fueron bien acogidos por los atenienses debido a la buena relación que habían mantenido sus antepasados con Ion, o quizá porque los atenienses tuvieron miedo a ser expulsados por los jonios o porque creyeron que así ampliarían su poder. Cuando los hijos del rey de Atenas Codro se disputaron el poder, el oráculo de Delfos envió a los hijos de Codro (excepto Medón, que quedó reinando en Atenas) a emigrar a Asia Menor. En esta expedición de colonización, la mayoría de los que acompañaban a los hijos de Codro eran jonios.
Cronológicamente, la emigración de los jonios a Asia Menor se produjo en algún momento después del fin del periodo micénico y antes de la época arcaica griega, probablemente en torno al año 1000 a. C.
Antes de la llegada de los jonios a Asia Menor, el sur del territorio de Mileto, Miunte, la región del monte Mícala y Éfeso estaban poblados por los carios, mientras que el resto hasta Focea, junto con las islas de Quíos y Samos estaba gobernado por Anceo y la ocupaban los léleges. Los jonios expulsaron tanto a los carios como a los léleges, los cuales debieron refugiarse en la parte restante de Caria.
Androclo, hijo legítimo de Codro, rey mítico de Atenas, dirigió la colonización de los jonios que fue posterior a la eolia y fue el fundador de Éfeso, donde estableció la residencia real de los jonios. Con el tiempo, sus descendientes perdieron el poder, pero en Éfeso conservaron ciertos privilegios: el título de reyes, manto púrpura indicativo de su ascendencia real, el derecho a portar un cetro, asientos de primera fila en los espectáculos (proedría) y el sacerdocio de Deméter Eleusina.
Una fiesta común que celebraban todos los jonios eran las apaturias, aunque en un momento dado fueron excluidos de ella los efesios y los colofonios, debido a la imputación de un asesinato. Por otra parte, los jonios tenían un santuario común llamado el Panjonio, dedicado a Poseidón, que se encontraba en el promontorio de Mícala. Allí tenía su sede la Liga Jónica y se tomaban decisiones políticas.

### Periodo arcaico
En el siglo VII a. C. debieron soportar las incursiones de los cimerios y posteriormente los ataques de Lidia, la cual sometió a lo largo de los siglos VII y VI una tras otra todas las ciudades exceptuando Mileto (que resistió once años de guerra) y las islas de Quíos y Samos (Lidia carecía de flota). Las ciudades sometidas fueron desprovistas de sus murallas y en algunos casos trasladadas de zonas fácilmente defendibles a las llanuras.
El ascenso de Persia en tiempos de Ciro II (a mediados del siglo VI a. C.) cambió la situación política: los enviados persas sondearon a los jonios, los cuales (salvo Mileto) rechazaron sus propuestas y permanecieron leales a Lidia.
La conquista de Lidia por Persia significó un endurecimiento de las condiciones de los jonios, salvo para Mileto, que pactó previamente con los persas. Algunos se sometieron, otros resistieron y fueron sometidos por la fuerza. Muchos jonios emigraron al Mediterráneo occidental, especialmente los focenses que lo hicieron en masa, si bien algunos retornaron poco después. Los jonios debían pagar un tributo y aportar naves para la flota. A pesar de todo se mantuvo cierta autonomía interna, aunque los persas impusieron tiranos al frente de las distintas ciudades.
Ya desde el periodo arcaico, Jonia se desarrolló rápidamente, tanto en el aspecto comercial como en el intelectual. Algunas circunstancias que favorecieron este desarrollo fueron su proximidad a las rutas comerciales de Oriente, el uso de mano de obra de población indígena del interior y la fertilidad de los valles de los ríos Meandro y Hermo. En Jonia surgieron los primeros filósofos y muy probablemente también los poemas homéricos. Algunas ciudades como Mileto emprendieron expediciones de colonización a las costas del mar Negro. De Jonia procedían también navegantes que realizaron travesías a lugares lejanos como Escilax de Carianda o Coleo de Samos. Con respecto a las manifestaciones artísticas, edificaron templos gigantescos como el Hereo de Samos o el templo de Artemisa de Éfeso. El primer testimonio conocido en Grecia de la existencia de un centro escolar para niños también se refiere a Jonia, en este caso a Quíos.

### Periodo clásico

Mapa de las revueltas de las ciudades jonias previas a las guerras médicas.

En el 499 a. C. se produjo la Revuelta jónica, cuyo instigador, según Heródoto, fue el tirano de Mileto, Aristágoras, por temor a ser castigado por los persas después de fracasar en el intento de toma de Naxos, que se había rebelado en el 502 a. C. contra sus gobernantes persas. Hubo diversos factores que favorecieron la rebelión jonia: el descontento por las condiciones tributarias impuestas por los persas, el fracaso de la expedición contra los escitas para someter las zonas del mar Negro y el rechazo a los tiranos impuestos por los persas. 
La revuelta fue una guerra en gran escala, en la cual a los jonios se unieron los eolios, dorios, carios, helespontios, casi todos los chipriotas y peonios (formalmente sometidos a Persia) además de recibir apoyo de atenienses y eretrios de Eubea. Tras varios años de combates y la decisiva derrota naval en Lade, la rebelión fue definitivamente sofocada en el 493 a. C. Mileto fue parcialmente arrasada y los jonios fueron nuevamente sometidos a los persas y obligados a pagar tributo aunque estos aceptaron gobiernos democráticos en algunas ciudades.
El apoyo dado a los jonios por Atenas y Eretria fue la causa aducida por los persas para iniciar las guerras médicas. En las guerras médicas Jonia tuvo que enviar 100 trirremes con la flota persa. Tras la derrota persa, las ciudades de Jonia pasaron a depender de Atenas, formando parte de la Liga de Delos y contribuyeron con muchas naves en la guerra del Peloponeso. En la parte final de esta guerra, sin embargo, muchas ciudades de Asia Menor y entre ellas las ciudades jonias, con excepción de Samos, se rebelaron contra Atenas y pasaron a apoyar a Esparta. Tras el fin de la guerra fueron nuevamente sometidas a Persia.
Después de la muerte del príncipe aqueménida Ciro el Joven, los persas liberaron a los jonios, pero su libertad duró poco tiempo. La Paz del rey (Paz de Antálcidas) puso a los jonios otra vez en manos de Persia, con excepción de las islas de Quíos y Samos. El dominio persa se mantuvo hasta la llegada de los macedonios de Alejandro Magno.

### Periodo helenístico
A la muerte de Alejandro Magno, Jonia perteneció a los territorios de Antígono I Monóftalmos para luego pasar a principios del siglo III a. C. a dominio de Lisímaco de Tracia. y, a la muerte de este, al Imperio Seléucida. Pasó al dominio de los romanos en 197 a. C. Estos, pocos años después, en la paz de Apamea, concedieron la libertad y las posesiones que ambicionaban a las ciudades que habían permanecido leales en la guerra romano-siria, entre las que se encontraban la mayoría de las ciudades jonias, aunque Éfeso pasó a poder de Eumenes II de Pérgamo (188 a. C.) En 133 a. C., Atalo III murió y dejó sus dominios a Roma, por lo que Jonia pasó a formar parte de la provincia romana de Asia.
Fue ocupada por Mitrídates VI del Reino del Ponto por un breve periodo, pero después de las guerras mitridáticas, Jonia pasó definitivamente, en el año 64 a. C. a poder de Roma por obra de Pompeyo.

## Idioma y dialectos
Los griegos de las polis jonias hablaban el dialecto griego llamado jónico. Heródoto habla de cuatro variantes habladas en las ciudades de Jonia: la variante caria (en Miunte y Priene); la variante lidia (en Éfeso, Colofón, Lébedos, Teos, Clazómenas y Focea), la variante de la isla de Samos y una cuarta variante hablada por los de la isla de Quíos y de Eritras.